# São João dos Queiroz

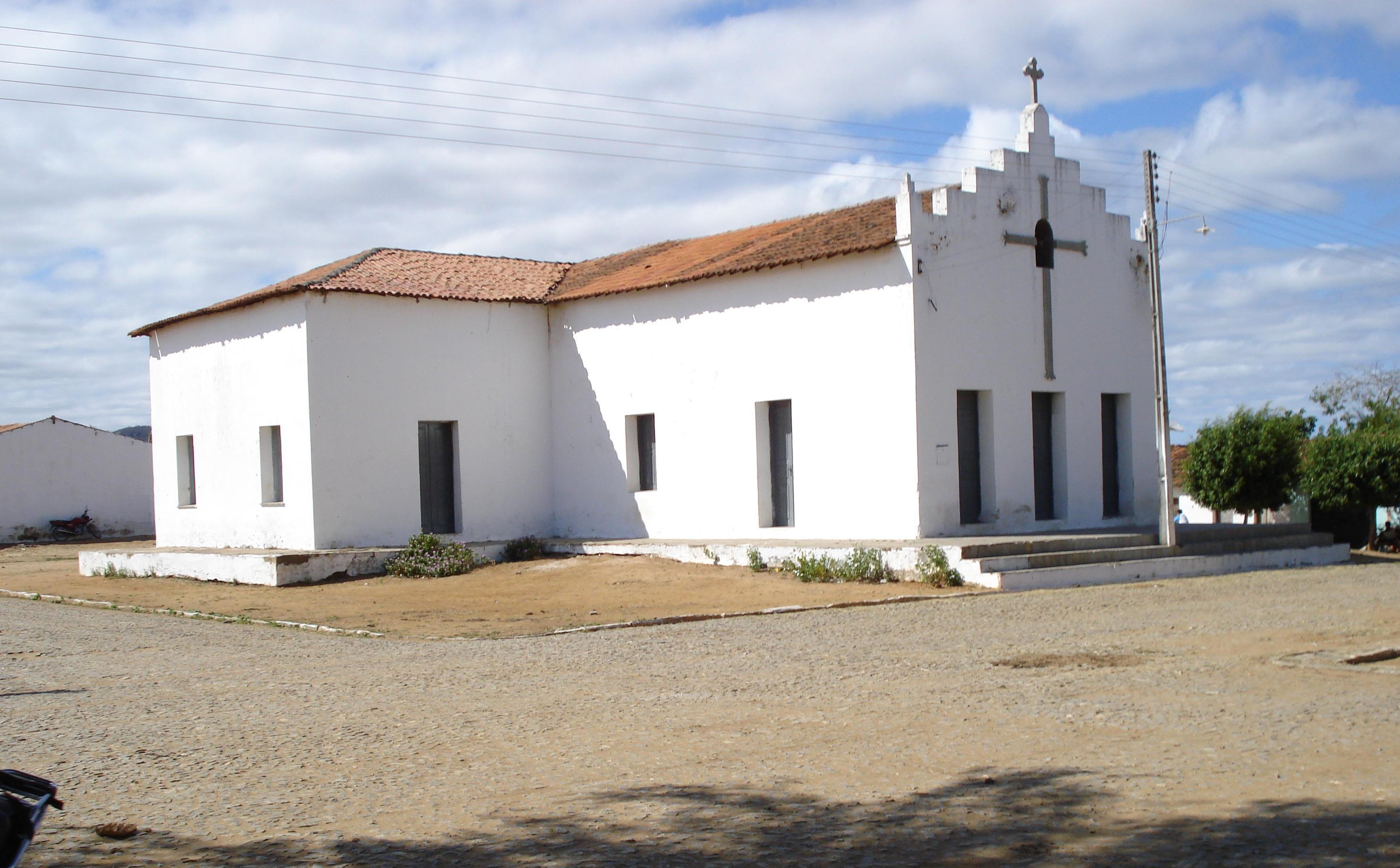
Capela dedicada a São João Batista no distrito de São João dos Queiroz, Quixadá.

São João dos Queiroz é um distrito do município de Quixadá localizado a 30 quilômetros de distância a sede.

## Toponímia
Seu nome vem da fazenda na qual foi construída uma capela dedicada São João Batista de propriedade de João Tomás, membro da família Queiroz. A partir disso surge o nome São João dos Queiroz.

## História
A vila de São João dos Queiroz surgiu na área de uma fazenda que, originalmente, pertencia a João Tomás Aires de Queiroz. Após a morte do proprietário em 1928 (?), suas irmãs decidiram construir uma capela que, segundo estas, era um desejo que o antigo dono não conseguiu realizar. Inicialmente foram doados um pequeno terreno e algumas cabeças de gado para a construção de uma capela a ser consagrada a Nossa Senhora do Perpétuo Socorro. Por sugestão do padre Luís Braga Rocha, que celebrou uma missa no ato da doação, a capela seria consagrada a São João Batista, pois a fazenda chama-se São João (assim como o proprietário que também se chamava João). No entanto, a capela só seria concluída alguns anos depois, após diversas paralisações por falta de recursos. Em volta desta capela foram sendo construídas algumas casas e, a partir daí, a população da vila foi aumentando principalmente em função do desenvolvimento da cultura algodoeira nas décadas de 70 e 80.
Originalmente, o atual território do distrito fazia parte de Daniel de Queiroz. A elevação de São João dos Queiroz a distrito ocorreu através da lei municipal nº 1364 de 14 de setembro de 1990 sancionado pelo então prefeito Francisco Martins de Mesquita. São João foi o primeiro distrito quixadaense a ser criado por Lei Municipal. Os municípios só passaram a ter o poder de criar seus distritos a partir de 23 de novembro de 1989, quando a Assembleia Legislativa do Ceará passou a competência a eles.
A partir do fim da década de 80, a economia local entra em estagnação com o declínio do “ciclo do algodão” causado pelo surgimento de uma praga (o bicudo) que praticamente dizimou a cultura. Além disso, a liberalização das taxas de importação, no início da década de 90, fez com que as indústrias passassem a importar a fibra do algodão de outros países, com a oferta de preços mais baixos. A estagnação da economia local reduz o crescimento da população que sem maiores opções de trabalho é obrigada a emigrar para outras regiões, especialmente a área urbana do município, a Região Metropolitana de Fortaleza e para a região de Pacajus-Horizonte.

## Economia
Atualmente a economia do distrito está baseada em produção agrícola de subsistência, principalmente nas culturas de milho e feijão e em uma criação de pequenos rebanhos bovino e ovino, nos salários funcionalismo público municipal e em programas assistenciais do governo federal.
Sua população estimada pelo IBGE em 1996 era de 2.477 habitantes.